# Stepanka Mayer
Stepanka Mayer, z domu Štěpánka Vokřálová (ur. 8 lipca 1949) – niemiecka szachistka pochodzenia czeskiego, mistrzyni międzynarodowa od 1970 roku.

## Kariera szachowa
Od końca lat 60. do końca 70. należała do ścisłej czołówki szachistek Czechosłowacji. Pomiędzy 1968 a 1978 r. zdobyła sześć medali indywidualnych mistrzostw kraju, w tym 5 złotych (1968, 1970, 1972, 1977, 1978) oraz 1 srebrny (1975). W latach 1969, 1972 i 1974 trzykrotnie (w tym 2 razy na najtrudniejszej I szachownicy) wystąpiła na szachowych olimpiadach, w 1969 r. zdobywając dwa medale: srebrny (za indywidualny wynik na I szachownicy) oraz brązowy (wraz z drużyną).
Kilkukrotnie osiągnęła dobre wyniki w międzynarodowych turniejach w Wijk aan Zee, w latach 1969 (II m.), 1970 (dz. II m. za Naną Aleksandrią, wspólnie z Henrijetą Konarkowską-Sokolov, Margaretą Teodorescu i Wenką Asenową), 1971 (dz. II m. za Marią Ivanką, wspólnie z Ałłą Kusznir) i 1977 (dz. III m.). Oprócz tego, w 1970 r. zajęła II m. w Sinai, w 1972 r. – III m. w Leningradzie, a w 1978 r. – II m. (za Nino Gurieli) w Bydgoszczy.
W 1978 r. wyemigrowała do Szwecji, a od 1982 r. na arenie międzynarodowej reprezentowała barwy Republiki Federalnej Niemiec. W 1984 r. w Salonikach jedyny raz w karierze wystąpiła w drużynie niemieckiej w turnieju olimpijskim (szachistki niemieckie zajęły wówczas wysokie, IV miejsce). W 1985 r. odniosła największy indywidualny sukces w karierze, zdobywając awans się do rozegranego w Hawanie turnieju międzystrefowego (eliminacji mistrzostw świata). Występ ten okazał się jednak całkowicie nieudany, bowiem w turnieju zajęła ostatnie XIV miejsce.
Wkrótce po turnieju w Hawanie zakończyła czynną karierę szachową.